# 墨子黃斑弄蝶
墨子黃斑弄蝶（学名：Potanthus motzui），又名細帶黃斑弄蝶，为弄蝶科黃斑弄蝶屬下的一个种。

## 描述
雌雄略有差異。雄蝶體色橙褐相間，頭部有毛。觸角背腹皆褐色，帶橙色環，末端鉤狀。口器黑褐，下唇鬚前伸，前兩節具橙黃毛叢，末節細小、褐色。胸部橙褐，足橙黃，腹背褐色，側面橙黃，腹面黃白。
前翅長11-14 mm，呈三角形，翅頂尖，邊緣略突出；後翅扇形。翅背褐底，具橙黃斑紋，翅基覆橙黃毛。前翅中室及前緣滿布橙黃紋，中央斑帶明顯，黑色僅分布於外緣與翅面內側。後翅有橙黃斑帶及中室斑點，翅脈覆黑褐鱗，Sc+R1與Rs室具斑點。腹面斑紋類似，但大多覆橙黃鱗，橙黃斑點鑲黑褐色。前翅緣毛前端褐色，其餘黃色，1A+2A脈具黑褐色線狀性標。
雌蝶外形類似，翅幅較寬，無性標。

## 分佈
台灣特有種，分布於臺灣本島低、中海拔地區。

## 棲地
棲息於常綠闊葉林底層或邊緣有遮蔽的環境，一年可發生多代。成蝶飛行活潑敏捷，喜訪花，雄蝶具領域行為。幼蟲以多種禾本科植物為食，常見寄主包括棕葉狗尾草、毛馬唐、剛莠竹、五節芒及象草等。